# Lista liderów sezonu regularnego NBA w skuteczności rzutów za 3 punkty

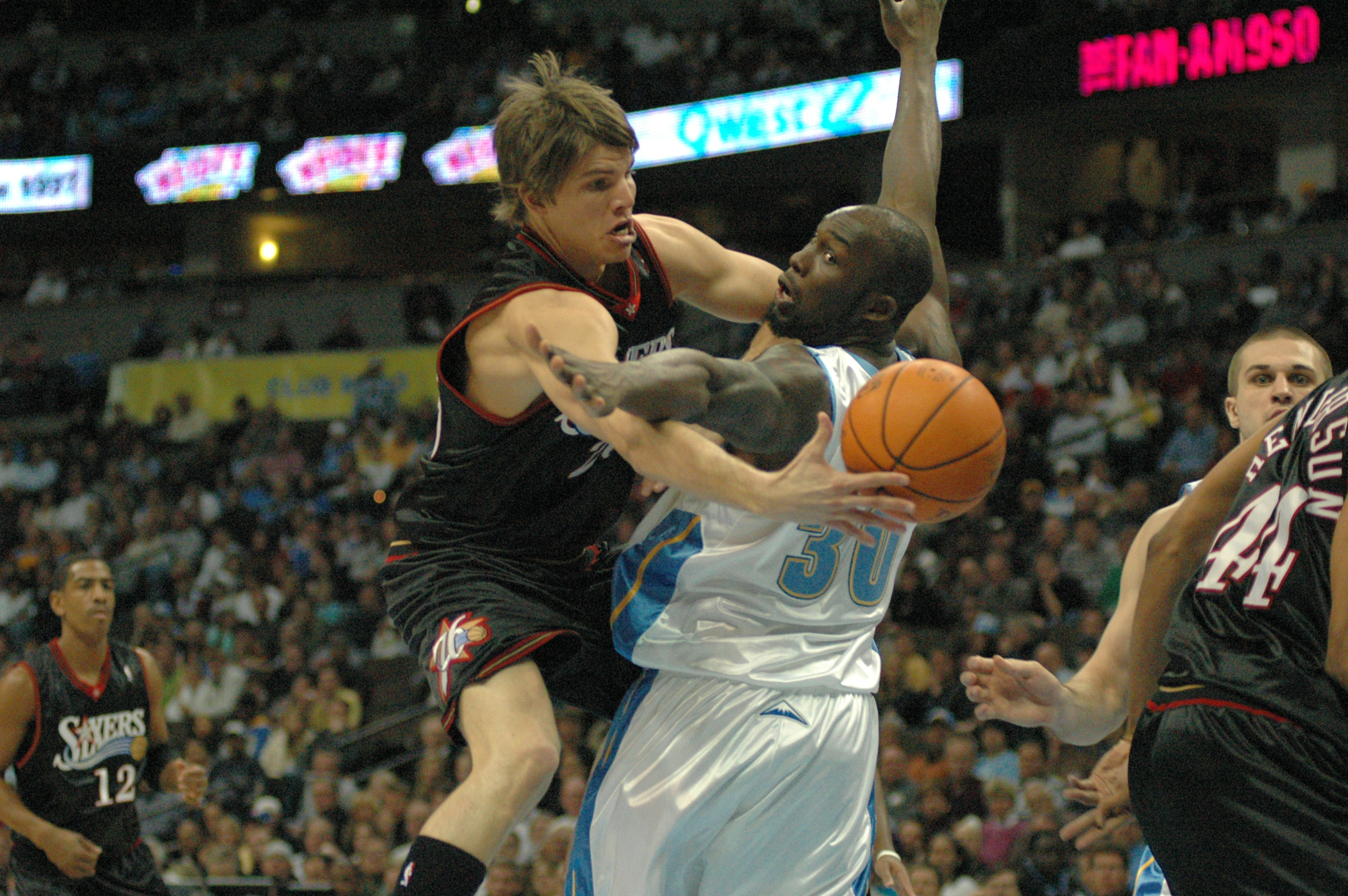
Kyle Korver - 3-krotny lider NBA w skuteczności rzutów za 3 punkty.

Lista liderów sezonu regularnego NBA skutecznych rzutów za 3 punkty – poniższa lista zawiera nazwiska koszykarzy, którzy zostali liderami NBA skutecznych rzutów za 3 punkty w kolejnych sezonach.
W koszykówce rzut za 3 punkty to rzut z gry trafiony zza linii rzutów za 3 punkty. Celna próba rzutu jest warta trzy punkty, w odróżnieniu do rzutów nagradzanych dwoma punktami, oddanymi wewnątrz pola, przed linią rzutów za 3 punkty. Liderem National Basketball Association (NBA) w skuteczności rzutów za 3 punkty zostaje zawodnik, który uzyskał najwyższą skuteczność w tej kategorii. Statystyki rzutów za 3 punkty został wprowadzone przed rozgrywkami 1979–80, kiedy to liga zaimplementowała linię rzutów za 3 punkty. Aby zawodnik został sklasyfikowany na liście najskuteczniejszych egzekutorów musi trafić co najmniej 82 rzuty za 3 punkty. Te kryteria obowiązują od sezonu 2013–14.
Craig Hodges, Steve Kerr i Jason Kapono przewodzili lidze przez dwa sezony, natomiast Kyle Korver przez cztery, co czyni go liderem w tej kategorii. Kapono i Korver są jedynymi zawodnikami, którzy byli liderami przez dwa sezony z rzędu. Korver, który trafiał ze skutecznością 53,6% w sezonie 2009–10, jest rekordzistą NBA ligi pod tym względem (skuteczności uzyskanej w trakcie pojedynczych rozgrywek).
Żaden z liderów w tej kategorii statystycznej nie został jak do tej pory (2016) wybrany do Koszykarskiej Galerii Sław.

## Liderzy w skuteczności rzutów za 3 punkty
(Stan na zakończenie rozgrywek 2015/16)
| ^            | ^            | Oznacza nadal aktywnego zawodnika NBA                                        | Oznacza nadal aktywnego zawodnika NBA                                        | Oznacza nadal aktywnego zawodnika NBA                                        | Oznacza nadal aktywnego zawodnika NBA                                        | Oznacza nadal aktywnego zawodnika NBA                                        |
| Zawodnik (X) | Zawodnik (X) | Cyfra w nawiasie oznacza tytuły lidera, uzyskane przez tego samego zawodnika | Cyfra w nawiasie oznacza tytuły lidera, uzyskane przez tego samego zawodnika | Cyfra w nawiasie oznacza tytuły lidera, uzyskane przez tego samego zawodnika | Cyfra w nawiasie oznacza tytuły lidera, uzyskane przez tego samego zawodnika | Cyfra w nawiasie oznacza tytuły lidera, uzyskane przez tego samego zawodnika |
| G            | Obrońca      | Obrońca                                                                      | F                                                                            | Skrzydłowy                                                                   | C                                                                            | Środkowy                                                                     |

| Sezon     | Zawodnik         | Poz. | Zespół                          | Gry | Celne rzuty za 3 | Oddane rzuty za 3 | Skut. (%) | Przyp. |
| --------- | ---------------- | ---- | ------------------------------- | --- | ---------------- | ----------------- | --------- | ------ |
| 1979/1980 | Fred Brown       | G    | Seattle SuperSonics             | 80  | 39               | 88                | 44,32     | [ 3 ]  |
| 1980/1981 | Brian Taylor     | G    | San Diego Clippers              | 80  | 44               | 115               | 38,26     | [ 4 ]  |
| 1981/1982 | Campy Russell    | F    | New York Knicks                 | 77  | 25               | 57                | 43,86     | [ 5 ]  |
| 1982/1983 | Mike Dunleavy    | G    | Chicago Bulls                   | 79  | 67               | 194               | 34,54     | [ 6 ]  |
| 1983/1984 | Darrell Griffith | G    | Utah Jazz                       | 82  | 91               | 252               | 36,11     | [ 7 ]  |
| 1984/1985 | Byron Scott      | G    | Los Angeles Lakers              | 81  | 26               | 60                | 43,33     | [ 8 ]  |
| 1985/1986 | Craig Hodges     | G    | Milwaukee Bucks                 | 66  | 73               | 162               | 45,06     | [ 9 ]  |
| 1986/1987 | Kiki Vandeweghe  | F    | Portland Trail Blazers          | 79  | 39               | 81                | 48,15     | [ 10 ] |
| 1987/1988 | Craig Hodges (2) | G    | Milwaukee Bucks Phoenix Suns    | 66  | 86               | 175               | 49,14     | [ 9 ]  |
| 1988/1989 | Jon Sundvold     | G    | Miami Heat                      | 68  | 48               | 92                | 52,17     | [ 11 ] |
| 1989/1990 | Steve Kerr       | G    | Cleveland Cavaliers             | 78  | 73               | 144               | 50,69     | [ 12 ] |
| 1990/1991 | Jim Les          | G    | Sacramento Kings                | 55  | 71               | 154               | 46,1      | [ 13 ] |
| 1991/1992 | Dana Barros      | G    | Seattle SuperSonics             | 75  | 83               | 186               | 49,56     | [ 14 ] |
| 1992/1993 | B.J. Armstrong   | G    | Chicago Bulls                   | 82  | 63               | 139               | 45,32     | [ 15 ] |
| 1993/1994 | Tracy Murray     | F    | Portland Trail Blazers          | 66  | 50               | 109               | 45,87     | [ 16 ] |
| 1994/1995 | Steve Kerr (2)   | G    | Chicago Bulls                   | 82  | 89               | 170               | 52,35     | [ 12 ] |
| 1995/1996 | Tim Legler       | G    | Washington Bullets              | 77  | 128              | 245               | 52,24     | [ 17 ] |
| 1996/1997 | Glen Rice        | F    | Charlotte Hornets               | 79  | 207              | 440               | 47,05     | [ 18 ] |
| 1997/1998 | Dale Ellis       | G/F  | Seattle SuperSonics             | 79  | 127              | 274               | 46,35     | [ 19 ] |
| 1998/1999 | Dell Curry       | G    | Milwaukee Bucks                 | 42  | 69               | 145               | 47,59     | [ 21 ] |
| 1999/2000 | Hubert Davis     | G    | Dallas Mavericks                | 79  | 82               | 167               | 49,1      | [ 22 ] |
| 2000/2001 | Brent Barry      | G    | Seattle SuperSonics             | 67  | 109              | 229               | 47,6      | [ 23 ] |
| 2001/2002 | Steve Smith      | G    | San Antonio Spurs               | 77  | 116              | 246               | 47,15     | [ 24 ] |
| 2002/2003 | Bruce Bowen      | F    | San Antonio Spurs               | 82  | 101              | 229               | 44,1      | [ 25 ] |
| 2003/2004 | Anthony Peeler   | G    | Sacramento Kings                | 75  | 68               | 141               | 48,23     | [ 26 ] |
| 2004/2005 | Fred Hoiberg     | G    | Minnesota Timberwolves          | 76  | 70               | 145               | 48,28     | [ 27 ] |
| 2005/2006 | Richard Hamilton | G/F  | Detroit Pistons                 | 80  | 55               | 120               | 45,83     | [ 28 ] |
| 2006/2007 | Jason Kapono     | F    | Miami Heat                      | 66  | 108              | 210               | 51,43     | [ 29 ] |
| 2007/2008 | Jason Kapono (2) | F    | Toronto Raptors                 | 81  | 57               | 118               | 48,31     | [ 29 ] |
| 2008/2009 | Anthony Morrow   | G    | Golden State Warriors           | 67  | 86               | 184               | 46,74     | [ 30 ] |
| 2009/2010 | Kyle Korver^     | G/F  | Utah Jazz                       | 52  | 59               | 110               | 53,64     | [ 31 ] |
| 2010/2011 | Matt Bonner      | F/C  | San Antonio Spurs               | 66  | 105              | 230               | 45,65     | [ 32 ] |
| 2011/2012 | Steve Novak      | F    | New York Knicks                 | 54  | 133              | 282               | 47,16     | [ 34 ] |
| 2012/2013 | José Calderón^   | G    | Toronto Raptors Detroit Pistons | 73  | 130              | 282               | 46,1      | [ 35 ] |
| 2013/2014 | Kyle Korver^ (2) | G/F  | Atlanta Hawks                   | 71  | 185              | 392               | 47,19     | [ 31 ] |
| 2014/2015 | Kyle Korver^ (3) | G/F  | Atlanta Hawks                   | 75  | 221              | 449               | 49,22     | [ 31 ] |
| 2015/2016 | J.J. Redick^     | G    | Los Angeles Clippers            | 75  | 200              | 421               | 47,51     | [ 36 ] |
| 2016/2017 | Kyle Korver^ (4) | G/F  | Hawks/Cavaliers                 | 67  | 162              | 359               | 45,1      | [ 31 ] |
| 2017/2018 | Darren Collison^ | G    | Indiana Pacers                  | 69  | 96               | 205               | 46,82     | [ 37 ] |
| 2018/2019 | Joe Harris^      | G    | Brooklyn Nets                   | 76  | 183              | 386               | 47,41     | [ 38 ] |